# Vladimir Mirzoïev
Vladimir Mirzoïev (en russe : Влади́мир Влади́мирович Мирзо́ев ; né le 21 octobre 1957) est un réalisateur, scénographe et enseignant soviétique et russe, vainqueur du prix d'État de la fédération de Russie.

## Biographie
Vladimir Mirzoev est né le 21 octobre 1957. Il étudie à l'Institut russe des arts du théâtre en tant que directeur de cirque. De 1987 à 1989, il a été directeur artistique du Théâtre Domino. En 1990, il fonde la compagnie de théâtre Horisontal Eight à Toronto, puis il met en scène divers spectacles, enseigne et dirige des représentations à succès.

## Filmographie non exhaustive
- 2006 : Signes d'amour
- 2009 : L'Homme qui savait tout (ru)[4],[5]
- 2011 : Boris Godounov[6]
- 2015 : Elle s'appelait Mumu (ru)
- 2020 : Comment Nadia est allée chercher de la vodka (ru)[7]